# أدريان هاستينغز
أدريان هاستينغز هو قسيس ومؤرخ ماليزي، ولد في 23 يونيو 1929 في كوالالمبور في ماليزيا، وتوفي في 30 مايو 2001 في ليدز في المملكة المتحدة بسبب مرض.